# Petersen, Thiele y Cruz

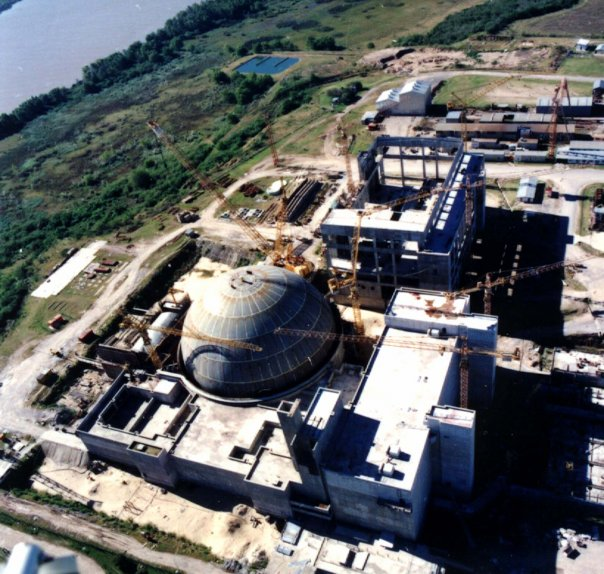
Central Nuclear Atucha II.

Petersen, Thiele y Cruz S.A.C. y M. es una empresa argentina contratista de la construcción.
Fue fundada en 1920 por la firma es continuadora de la empresa constructora que nació en 1918 y se constituyó en 1920 como Sociedad Colectiva “Petersen, Thiele y Cruz Arquitectos e Ingenieros”, para finalmente convertirse en 1941 en la Sociedad Anónima con cuya actividad siguió hasta la actualidad, siendo parte del denominado Grupo Petersen.

## Obras principales
- Pasaje La Rural (hoy “Rodolfo Rivarola”), en Buenos Aires
- Pabellones 2 y 3 de Ciudad Universitaria de la Universidad de Buenos Aires
- Torre Pirelli, en Buenos Aires
- Anexo de la Cámara de Diputados de la Nación, en Buenos Aires
- Anexo de la Bolsa de Comercio de Buenos Aires
- Edificio de Argentina Televisora Color (hoy TV Pública)
- Estadio Mundialista de Mendoza (hoy “Malvinas Argentinas”)
- Conjunto Piedrabuena, en Buenos Aires
- Barrio Las Catonas, en Moreno
- Anexo del Banco Ciudad de Buenos Aires (Sarmiento 630), en Buenos Aires
- Torre IBM, en Buenos Aires
- Master Plan e Infraestructura en Puerto Madero, en Buenos Aires
- Central Nuclear Atucha II
- Barrio Pedro Eugenio Aramburu San Juan
- Nuevo hall del Aeropuerto de Ezeiza
- Centro Cívico de San Juan (terminación de obra), en San Juan
- Estadio San Juan del Bicentenario

- Datos: Q16618490